# Clint Howard
Pour les articles homonymes, voir Howard.
Clint Howard est un acteur, producteur et scénariste américain, né le 20 avril 1959 à Burbank, en Californie. Il est le frère de Ron Howard.

## Filmographie

### Comme acteur
- 1963 : Il faut marier papa (The Courtship of Eddie's Father) : l'enfant à la fête portant un couvre-chef amérindien
- 1964 : The Baileys of Balboa (série télévisée) : Stanley
- 1965 : The Fugitive (série télévisée) : l'enfant Johnny
- 1966 : Winnie l'ourson et l'Arbre à miel : Roo (voix)
- 1966 : An Eye for an Eye : Jo-Hi Quince, le fils de Brian
- 1966 : Star Trek (série télé) : épisode Fausses Manœuvres : Balok
- 1967 : Mon ami Ben (Gentle Ben) (série télé) : Mark Wedloe
- 1967 : Le Livre de la jungle (The Jungle Book) : Junior (voix)
- 1967 : Gentle Giant : Mark Wedloe
- 1967 : Le Virginien (TV) saison 05 épisode 22 (Melanie) : Tommy
- 1968 : Winnie l'ourson dans le vent : Roo (voix)
- 1969 : Old Paint
- 1969 : Deed of Daring-Do
- 1969 : Cards, Cads, Guns, Gore and Death
- 1971 : Le Pays sauvage (The Wild Country) : Andrew
- 1971 : Le Virginien (TV) saison 9 épisode 23 (Wolf Track) : Will
- 1973 : Le Poney rouge (The Red Pony) (TV) : Jody Tiflin
- 1973 : Les Rues de San Francisco (TV) - Saison 1, épisode 22 (The House on Hyde Street) : Billy Rudolph
- 1974 : The Cowboys (série télévisée) : Steve
- 1974 : Salty (série télévisée)
- 1974 : Winnie l'ourson et le Tigre fou (Winnie the Pooh and Tigger Too!) : Roo (voix)
- 1975 : Huckleberry Finn (TV) : Arch
- 1975 : Salty : Tim
- 1976 : À plein gaz (Eat My Dust) de Charles B. Griffith : Georgie
- 1977 : The Death of Richie (TV) : Peanuts
- 1977 : Les Aventures de Winnie l'ourson (The Many Adventures of Winnie the Pooh) : Roo (Honey Tree and Blustery Day) (voix)
- 1977 : Lâchez les bolides (Grand Theft Auto) : Ace
- 1977 : Jamais je ne t'ai promis un jardin de roses (I Never Promised You a Rose Garden) : Catcher
- 1978 : Harper Valley P.T.A. (en) : Corley
- 1978 : Cotton Candy (TV) : Corky Macpherson
- 1979 : Le Lycée des cancres (Rock 'n' Roll High School) d'Allan Arkush : Eaglebauer
- 1981 : Messe noire (Evilspeak) : Coopersmith
- 1982 : Les Croque-morts en folie (Night Shift) de Ron Howard : Jefferey
- 1983 : Get Crazy de Allan Arkush : Usher
- 1984 : Splash : Wedding Guest
- 1985 : Cocoon : John Dexter
- 1985 : David Letterman's Holiday Film Festival (TV) : (segment But I'm Happy)
- 1986 : Gung Ho, du saké dans le moteur : Paul
- 1986 : Phantom (The Wraith) : Rughead
- 1986 : Gung Ho, du saké dans le moteur (série télévisée) : Googie
- 1988 : B.O.R.N. : Jerry
- 1988 : End of the Line : Les Sullivan
- 1988 : Freeway : Ronnie
- 1989 : Portrait craché d'une famille modèle (Parenthood) : Lou
- 1989 : Délit d'innocence (An Innocent Man) : Autre prisonnier
- 1989 : Little White Lies (TV) : Chauffeur de limousine
- 1989 : Tango et Cash (Tango & Cash) : Slinky
- 1990 : Delirium (Disturbed) de Charles Winkler : Brian
- 1990 : Initiation: Silent Night, Deadly Night 4 : Ricky
- 1991 : Backdraft : Ricco le pathologiste
- 1991 : Les Aventures de Rocketeer (The Rocketeer) : Mark
- 1992 : Douce nuit, sanglante nuit 5 : Les Jouets de la mort (Silent Night, Deadly Night 5: The Toy Maker) : Ricky
- 1992 : Horizons lointains (Far and Away) : Flynn
- 1992 : Body Chemistry II: The Voice of a Stranger : Larabee
- 1992 : Seinfeld - Saison 4, Episode 02 (Les Vedettes ou The Trip, 2e partie) : Tobias Lehigh Nagy
- 1993 : Ticks (Infested) (vidéo) : Jarvis Tanner
- 1993 : Forced to Kill : Drifter
- 1993 : Carnosaur : Slim' Friar
- 1993 : Space Rangers (série TV) : Mimmer (1993)
- 1994 : Cheyenne Warrior (TV) : Otto Nielsen
- 1994 : Bigfoot: The Unforgettable Encounter : Gary
- 1994 : Le Journal (The Paper) de Ron Howard : Ray Blaisch
- 1994 : Leprechaun 2 : Touriste
- 1995 : Not Like Us : Wede
- 1995 : Ice Cream Man : Vendeur de crème glacée
- 1995 : Dillinger et Capone : Bobo
- 1995 : Baby Face Nelson : Adjoint-directeur de banque
- 1995 : Fist of the North Star : Stalin
- 1995 : Forget Paris : Exterminateur
- 1995 : Apollo 13 : Sy Liebergot, EECOM White
- 1995 : Sawbones (TV) : Sephus McCoy
- 1995 : Twisted Love : Jardinier
- 1995 : Digital Man : Dawkins
- 1996 : Humanoids from the Deep (TV) : Deputy
- 1996 : Morsures (Rattled) (TV) : Andy Parsons
- 1996 : Barb Wire : Schmitz
- 1996 : Décroche les étoiles (Unhook the Stars) : Gus
- 1996 : That Thing You Do! : KJZZ Disk Jockey
- 1996 : Street Corner Justice : Violeur
- 1996 : Monsieur Papa... (Santa with Muscles) de John Murlowski : Hinkley
- 1996 : Au-delà du réel : L'aventure continue / The Outer Limits : Denis (Épisode 2.07 : Anniversaire de mariage).
- 1997 : The Protector : Hutch
- 1997 : Austin Powers (Austin Powers: International Man of Mystery) : Johnson Ritter, opérateur de radar
- 1997 : Sparkle and Charm : Arnold
- 1998 : Evasive Action : Hector Miller
- 1998 : Bad Lie : Cheese
- 1998 : L'Heure magique (Twilight) : Employé au EMS
- 1998 : De la Terre à la Lune ("From the Earth to the Moon") (feuilleton TV) : Paul Lucas
- 1998 : Telling You (en) de Robert DeFranco : Client
- 1998 : Le Dentiste 2 (The Dentist 2) de  Brian Yuzna : M.. Toothache
- 1998 : La Famille Addams : Les retrouvailles (Addams Family Reunion) (vidéo) : Dogcatcher
- 1998 : Chow Bella : Clint
- 1998 : Waterboy (The Waterboy) : Paco
- 1999 : Arthur's Quest (TV) : M.. Whitney
- 1999 : En direct sur Edtv (Edtv) de Ron Howard : Ken
- 1999 : Austin Powers 2 : L'Espion qui m'a tirée (Austin Powers: The Spy Who Shagged Me) : Johnson Ritter, opérateur de radar
- 2000 : Mon chien Skip (My Dog Skip) : Millard
- 2000 : The Million Dollar Kid : Harvey
- 2000 : Ping! : Stu
- 2000 : Little Nicky : Nipples
- 2000 : Le Grinch (How the Grinch Stole Christmas) : Whobris
- 2001 : Star Trek : Enterprise - Saison 1, épisode 19 : Règles de l'abordage (Acquisition)
- 2002 : Rapsittie Street Kids: Believe in Santa (TV) : Tug (voix)
- 2002 : Leaving the Land : Pastor Jablonski
- 2002 : Blackwoods : Greg / Employé du motel
- 2002 : Austin Powers dans Goldmember (Austin Powers 3 : Goldmember) : Johnson Ritter, opérateur de radar
- 2002 : American sexy girls : Mr. Willens
- 2003 : Heart of America : Artie Lynne
- 2003 : House of the Dead : Salish
- 2003 : Searching for Haizmann : Franciscus Abbot
- 2003 : Pauly Shore est mort (Pauly Shore Is Dead) : Gérant d'affaire de Pauly
- 2003 : The Great Commission : Fifth Street
- 2003 : Le Chat chapeauté (The Cat in the Hat) : Kate the Caterer
- 2003 : Les Disparues (The Missing) : Sheriff Purdy
- 2003 : Beethoven et le trésor perdu ou Beethoven 5 (Beethoven's 5th) (sorti en vidéo) : Owen Tuttle
- 2004 : The Sure Hand of God de Michael Kolko : Clyde Trotter
- 2004 : Raising Genius : Mr. Goss
- 2004 : The Murder of Donovan Slain : Ira Cutter
- 2005 : River's End : Mr. Powell
- 2005 : My Big Fat Independent Movie : Le mécanicien
- 2005 : De l'ombre à la lumière (Cinderella Man) : Arbitre
- 2005 : Fur on the Asphalt: The Greg the Bunny Reunion Show (TV) : Mr. Jantzen
- 2005 : A Christmas Too Many (vidéo) : Todd
- 2006 : Earl (My name is Earl) - Saison 1, épisode 22 : Rodney, alias "Rodney le Pouilleux"
- 2007 : Blood reich (Bloodrayne the third reich) : Doctor Mangler
- 2008 : Lefty's Biography : Lefty Produit par Lefty de 93
- 2008 : Heroes - Saison 3, épisode 24 : Je suis Sylar : Tom
- 2009 : La Nuit au musée 2: Commandant de vol Johnson
- 2009 : Super Capers de Ray Griggs (en) : Mugger
- 2013 : Assault on Wall Street de Uwe Boll : Chuck
- 2013 : The House of Good and Evil (pré-production) (en pourparlers[Quoi ?][Quand ?])
- 2017 : 11 septembre (9/11) de Martin Guigui : Stu
- 2018 : Solo: A Star Wars Story de Ron Howard : Ralakili
- 2020 : American Pie Présente : Girls Power (American Pie Presents: Girls' Rules) de Mike Elliott : Joe
- 2023 : The Old Way de Brett Donowho : Eustice
- 2024 : Terrifier 3 : Smokey

### Comme producteur
- 2002 : The Clint Howard Variety Show (feuilleton TV)

### Comme scénariste
- 1978 : Cotton Candy (TV)

## Voix françaises
- Gilbert Lévy dans :
  - Tango et Cash
  - Star Trek: Strange New Worlds (série télévisée)

- Daniel Lafourcade dans :
  - Apollo 13
  - Waterboy

Et aussi
- Philippe Peythieu dans Cocoon
- Mario Santini dans Gung Ho, du saké dans le moteur
- Hubert Drac dans Barb Wire[1]
- Patrice Dozier dans Austin Powers
- Vincent Ropion sur En direct sur Ed TV[1]
- Jérôme Pouly dans Halloween